# Grand-Bru
Grand-Bru is een gehucht bij Villers-Sainte-Gertrude in de Belgische provincie Luxemburg.
Grand-Bru ontleent zijn naam aan de gelijknamige straat Grand-Bru, die van het dorp naar het nabijgelegen Villers-Sainte-Gertrude loopt. Oorspronkelijk vormde Grand-Bru met Villers-Sainte-Gertrude en het gehucht Vieux Fourneau een autonome gemeente, maar ze zijn in 1977 met enkele omliggende gemeenten gefuseerd tot de gemeente Durbuy. In Grand-Bru staan enkele huizen en boerderijen, met daarnaast een grote camping.